# 5162 Piemonte
5162 Piemonte este un asteroid din centura principală de asteroizi.

## Descriere
5162 Piemonte este un asteroid din centura principală de asteroizi. A fost descoperit pe 18 ianuarie 1982 la Stația Anderson Mesa de Edward L. G. Bowell. Asteroidul prezintă o orbită caracterizată de o semiaxă mare de 3,02 ua, o excentricitate de 0,07 și o înclinație de 11,2° în raport cu ecliptica.